# آمنة الصادق بدري
آمنة الصادق بدري ناشطة سودانية في مجال التعليم ومحو أمية الكبار.

## حياتها
من مواليد أمدرمان، تلقت تعليمها في مدرسة أمدرمان الثانوية 1969م وحصلت على بكالريوس إدارة أعمال من كلية الاقتصاد جامعة الخرطوم 1975م وماجستير اقتصاد من جامعة كاليفورنيا بأمريكا عام 1978م والدكتوراه من جامعة الخرطوم 1987م في مجال مشاركة المرأة في إدارة المشروعات. تلقت العديد الكورسات الدراسية في مجالات المرأة والتنمية والدراسات السكانية.

## العمل
عملت منذ العام 1973م في كلية الأحفاد الجامعية للبنات حاليا تعرف ب جامعة الأحفاد للبنات وتدرجت في كل الوظائف الأكاديمية من معيدة إلى أستاذة مساعدة 1975م في مجال النوع الاجتماعي والتنمية. عملت مديرة للشؤون الأكاديمية وعضو مجلس إدارة جامعة الأحفاد منذ 1975م ومساعدة رئيس الجامعة للشؤون الأكاديمية، وشاركت في العديد من المؤتمرات الوطنية والإقليمية والعالمية وعملت في مجال الاستشارات لعدد من المنظمات العالمية وفي مجال التدريب داخل السودان وخارجه.
ترأس مجلة «الأحفاد» نصف السنوية التي تصدرها جامعة الأحفاد وتحررها طالبات الجامعة منذ العام 1984م وهي مجلة تعنى بقضايا المرأة والتنمية والسلام.

## مشاركاتها
ألفت مع آسيا مكاوي أحمد كتاب البرنامج التدريبي العربي لمحو أمية الكبار -التخطيط في مجال محو الامية وتعليم الكبير وتم نشر الكتاب في القاهرة- اليونسكو عام 1999. ولها ورقة عمل قدمت ضمن “ورشة العمل الإقليمية حول: ” النوع الاجتماعي والتحول الديمقراطي في الوطن العربي، 11-13 آذار/مارس 2002 المركز الإقليمي للأمن الإنساني عمان - الأردن تحدثت الورقة عن مدى مشاركة المرأة السودانية في العمل السياسي ودورها في التحول الديمقراطي.

## وصلات خارجية
1. https://www.youtube.com/watch?v=rJwFzGvSU5A